# Răgman
Răgman – wieś w Rumunii, w okręgu Prahova, w gminie Poiana Câmpina. W 2011 roku liczyła 107 mieszkańców.